# Berlinia orientalis
Berlinia orientalis är en ärtväxtart som beskrevs av John Patrick Micklethwait Brenan. Berlinia orientalis ingår i släktet Berlinia och familjen ärtväxter. IUCN kategoriserar arten globalt som sårbar. Inga underarter finns listade i Catalogue of Life.